# Лигурия
Лигу́рия (итал. Liguria, лиг. Ligûria) — административная область Италии на северном побережье Лигурийского моря.

## Физико-географическая характеристика
Площадь Лигурии составляет 5422 км², меньше неё среди областей только Валле-д’Аоста и Молизе.
Лигурия находится на берегу Лигурийского моря, известного своими чистыми, мелкокаменными берегами (Ривьера). С запада область граничит с Францией. Известный французский город Ницца находится недалеко от этого региона.
В восточной части находится национальный парк Чинкве-Терре.

## История
Название Лигурии происходит от некогда могущественного доиндоевропейского народа лигуров, сфера влияния которых в доисторическую эпоху достигала севера Европы, пока кельты не вытеснили их обратно на побережье Средиземного моря, откуда они были родом. Предком лигуров была археологическая культура сосудов с квадратным горлом. При римлянах лигуры довольно быстро были ассимилированы.
В Средние века Лигурия перешла под контроль Генуэзской республики, управлявшей областью до 1796 года с несколькими перерывами в XV веке и в начале XVI века, когда область была под контролем или миланских герцогов, или французских королей. В 1797 году Наполеон Бонапарт преобразовал Генуэзскую республику во французский протекторат под названием Лигурийской республики, а через 8 лет и вовсе присоединил её к Французской империи (департаменты Апеннины, Генуя и Монтенотте). После Наполеоновских войн, в 1815 году, область была присоединена к Сардинскому королевству.
В честь Лигурии назван астероид (356) Лигурия, открытый в 1893 году.

## Административное деление
Область Лигурия включает три провинции и один метрополитенский город:
| Провинции и метрополитенский город | Площадь, км² | Население, чел. (2011) | Плотность, чел./км² | Число коммун |
| ---------------------------------- | ------------ | ---------------------- | ------------------- | ------------ |
| Генуя                              | 1839         | 882 718                | 480                 | 67           |
| Империя                            | 1156         | 222 648                | 193                 | 67           |
| Специя                             | 882          | 223 516                | 254                 | 32           |
| Савона                             | 1545         | 287 906                | 186                 | 69           |
| Всего                              | 5422         | 1 616 788              | 298                 | 235          |

## Население
По плотности населения (288,66 человека на км²) Лигурия является четвёртым густонаселённым районом после Ломбардии, Кампании и Лацио.
| Город    | Население, чел. (2006) |
| -------- | ---------------------- |
| Генуя    | 620 316                |
| Специя   | 94 263                 |
| Савона   | 61 766                 |
| Сан-Ремо | 57 120                 |

## Экономика
Экономика Лигурии основана на туризме, производстве оливкового масла, рыболовстве и различных индустриальных секторах (строительство и обслуживание яхт, военные верфи, керамика, извлечение и производство сланцев, заводы по очистке нефти, авиация) главным образом сконцентрированных в Генуе и к западу от неё.
ВВП Лигурии составляет 2,8 % ВВП Италии. Это составляет 41 004,5 млн евро. ВВП на душу населения — 25 484,5 евро. Лигурийское побережье с судоверфями в городах, таких как Генуя, Рива-Тригозо, Специя, Марина-ди-Каррара — старейший район итальянской судостроительной промышленности.

## Галерея

Провинции Лигурии
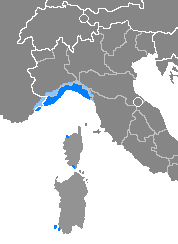
Лигурский язык (современный)
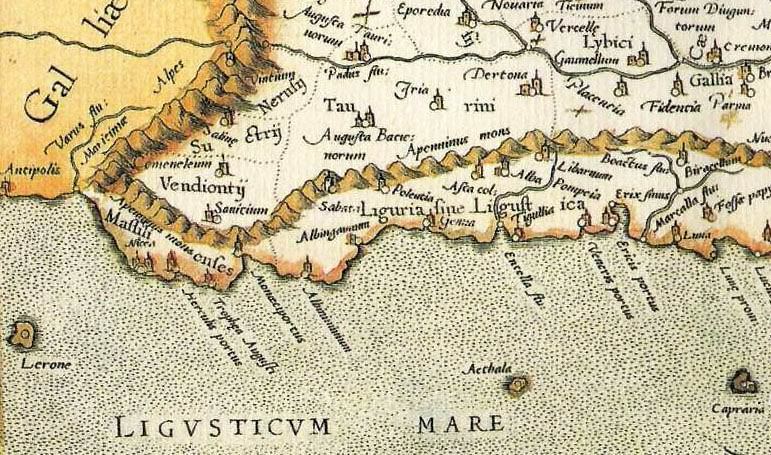
Древняя Лигурия между реками Вар и Магра
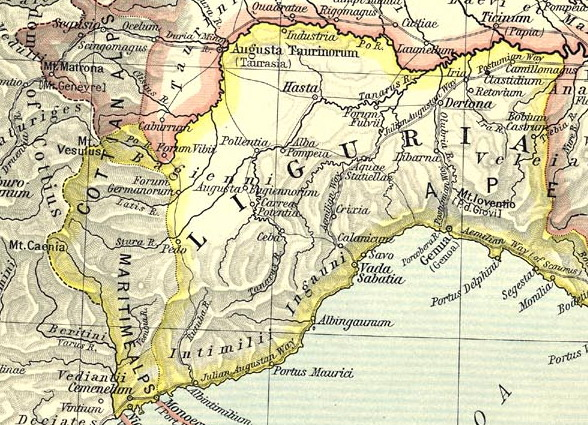
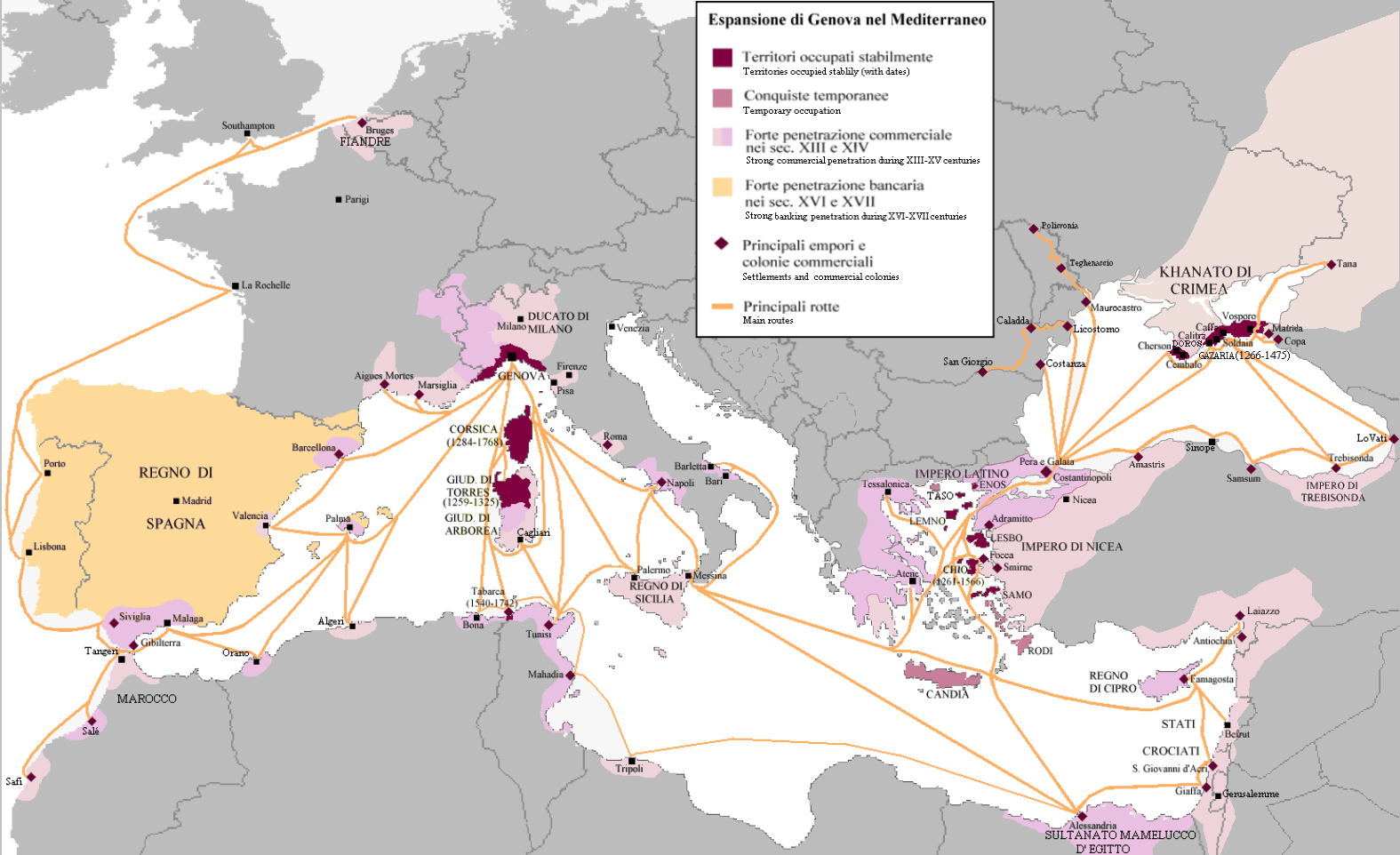
Генуэзская республика